# Pressione aortica
La pressione aortica è la pressione sanguigna aortica misurata alla radice dell'aorta.
Diversi studi hanno dimostrato l'importanza della pressione aortica centrale (PAC) e le sue implicazioni per valutare l'efficacia del trattamento antipertensivo con riferimento ai fattori di rischio cardiovascolare.
Il metodo tradizionale di misurazione della pressione sanguigna alle braccia ha dimostrato di sottostimare l'efficacia di farmaci come l'amlodipina e sovrastimare l'efficacia di quelli come l'atenololo. È stato dimostrato che alcuni farmaci utilizzati per ridurre la pressione sanguigna hanno effetti diversi sulla pressione aortica centrale e sulle caratteristiche del flusso, nonostante l'evidenza di valori di pressione sanguigna a livello brachiale siano simili. Si è inoltre dimostrato che la PAC è un predittore indipendente di eventi sia cardiovascolari che renali.